# 関根美紀
関根 美紀（せきね みき、1970年6月15日 - ）は、日本のフリーアナウンサー、元新潟総合テレビのアナウンサー。
新潟県新潟市出身。TOKI PRO所属。血液型A型。

## 来歴
成蹊大学卒業後、NST新潟総合テレビにアナウンサーとして入社した。1999年に退社し、フリーアナウンサーとなる。

## 出演

### テレビ番組
- めざましテレビ
- NSTスーパータイム

### ラジオ番組
- FM HEAD LINE（エフエムラジオ新潟）
- she's（エフエムラジオ新潟）
- 〜こだわり〜 MY STORE ISETAN（エフエムラジオ新潟）

### CM
- 新潟伊勢丹